# Aquädukt La Verdière

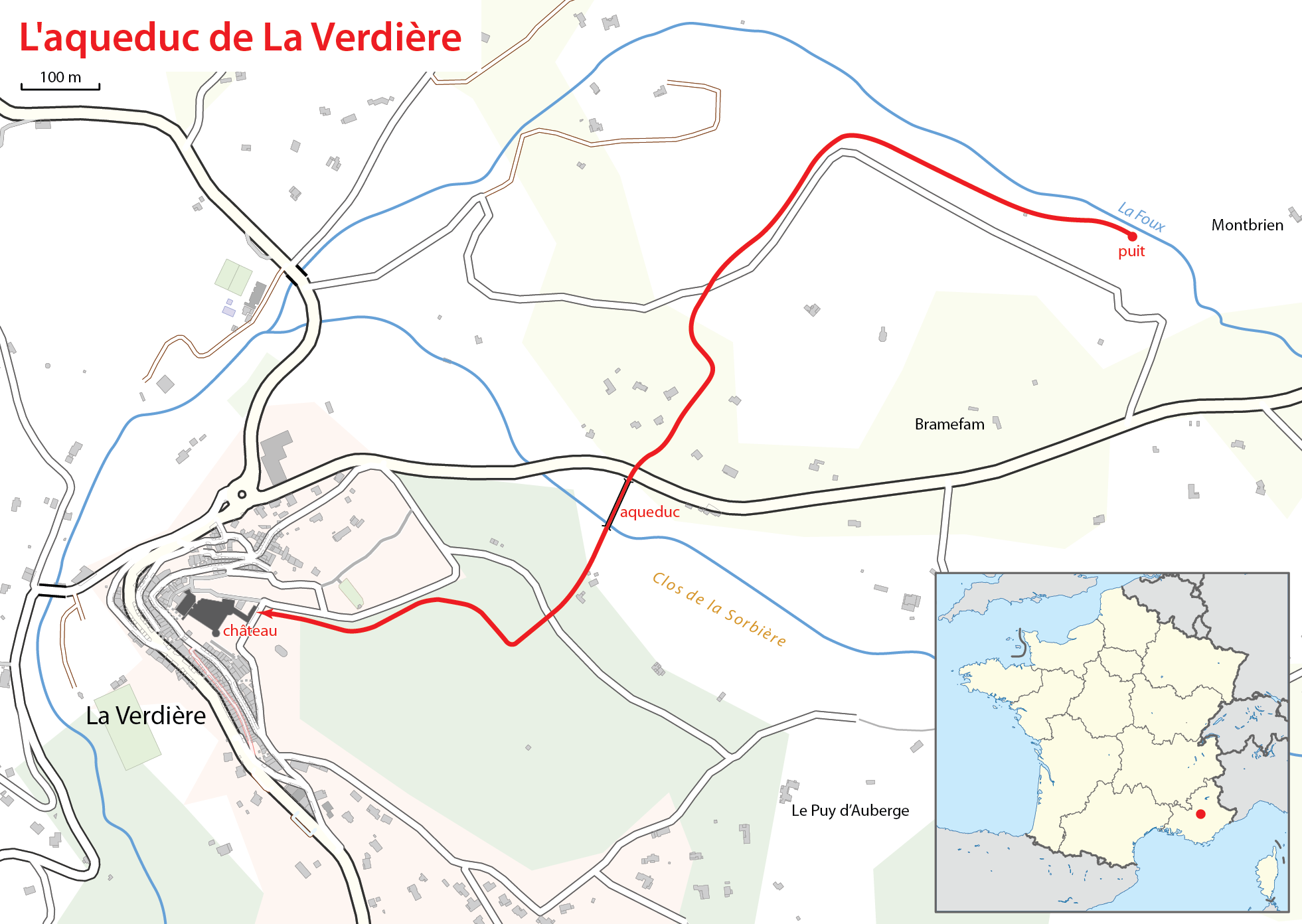
Umgebungskarte

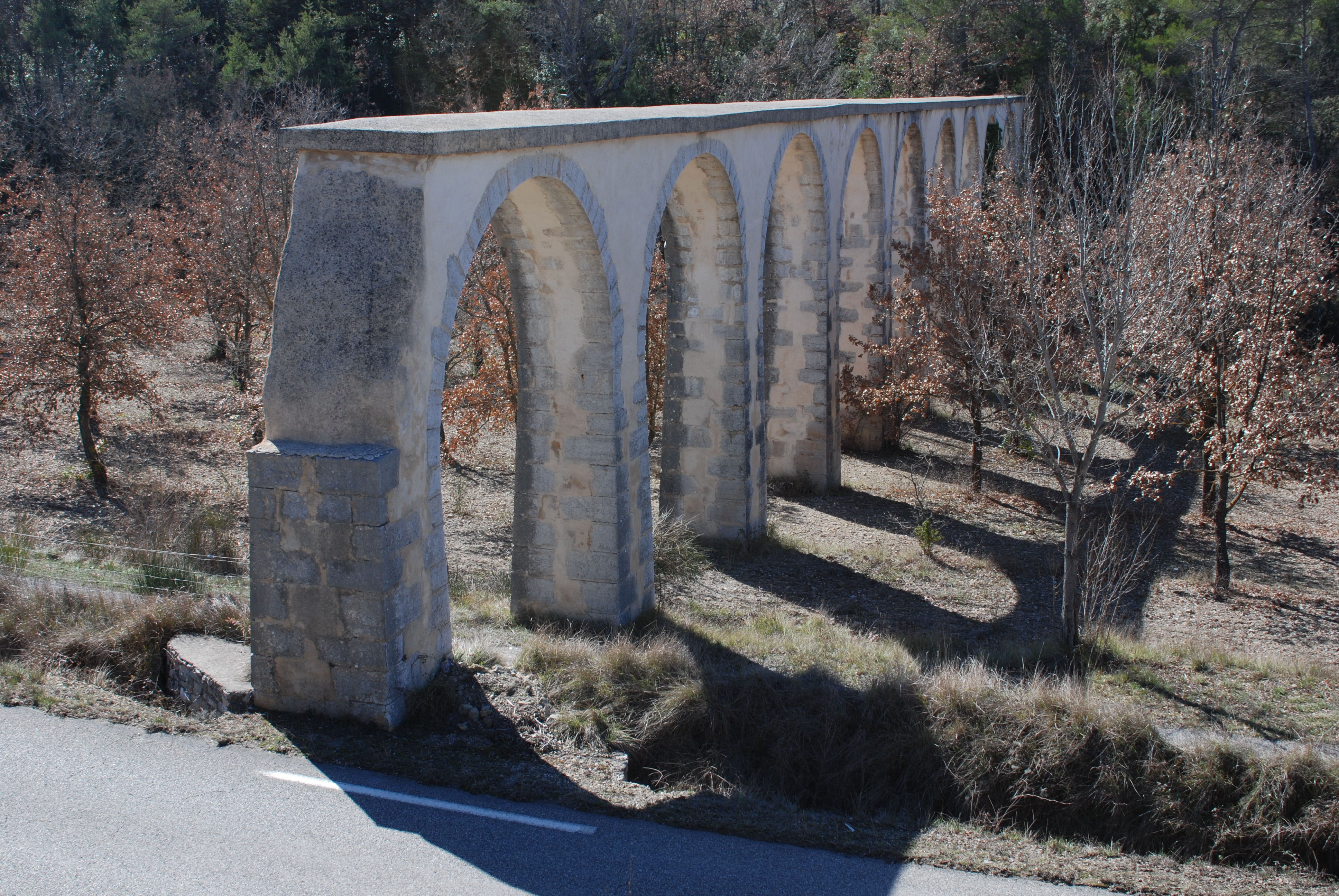
Blick von Nordosten

Das Aquädukt La Verdière ist ein ehemaliges Bauwerk zur Weiterleitung von Trinkwasser in der Gemeinde La Verdière im Département Var in Südfrankreich. Von den ursprünglich zwölf Bögen, die das Tal Clos de la Sorbière überspannte, wurde der nördlichste für den Ausbau der D 30 nach Montmeyan niedergerissen. Heute hat eine Wasserleitung diese historische Konstruktion ersetzt.
Diesem etwa 70 Meter langen Bauwerk ist ein etwa einen Kilometer lange Wasserrinne vorgelagert, die in der Gemarkung Bois de Queiraud auf etwa 450 Höhenmeter den Bach La Foux anzapfte. Der Bach führt dauerhaft Wasser. Der Bach fließt hier auf einem Tonbett zwischen Kalksteinen. Die Wasserleitung setzte sich in Richtung La Verdière über eine Strecke von ca. 600 m fort bis zu einem Teich an der Festungsmauer des Schlosses. Von dort verteilten sich mehrere Leitungen, um die Brunnen des Dorfes zu speisen. Diese Wasserleitung wurde Ende des 17. Jahrhunderts errichtet. Die Brunnen im Ort sind aus der gleichen Zeitperiode.